# 62 aC

## Esdeveniments

### República Romana
- Dècim Juni Silà i Luci Licini Murena són cònsols.
- Gener - Les forces de la conspirador Luci Sergi Catilina són derrotades pels exèrcits romans sota el mandat de Gai Antoni en la batalla de Pistòria.
- Juli Cèsar es divorcia de Pompeia.

## Naixements
- Ptolemeu XIII Filopàtor, faraó.

## Necrològiques
- Luci Sergi Catilina, estadista romà